# Zweipunkteform
Die Zweipunkteform oder Zwei-Punkte-Form ist in der Mathematik eine spezielle Form einer Geradengleichung. In der Zweipunkteform wird eine Gerade in der euklidischen Ebene oder im euklidischen Raum mit Hilfe zweier Punkte der Geraden bzw. deren Koordinaten dargestellt. Mithilfe der Zweipunkteform lässt sich relativ leicht eine Geradengleichung aufstellen, wenn zwei Punkte der Geraden bekannt sind. Die Koordinatendarstellung einer Gerade in der Ebene erfolgt in der Zweipunkteform mit Hilfe der Steigung der Geraden, wobei diese mithilfe der Koordinaten der beiden Punkte berechnet wird. In Vektordarstellung dient der Ortsvektor eines der beiden Punkte als Stützvektor der Gerade, während der Differenzvektor zu dem Ortsvektor des anderen Punkts den Richtungsvektor der Gerade bildet.
Die der Zweipunkteform entsprechende Form einer Ebenengleichung wird Dreipunkteform genannt.

## Koordinatendarstellung

### Darstellung

Zweipunkteform einer Geradengleichung

In der Zweipunkteform wird eine Gerade in der Ebene, die durch die beiden verschiedenen Punkte {\displaystyle (x_{1},y_{1})} und {\displaystyle (x_{2},y_{2})} verläuft, als die Menge derjenigen Punkte {\displaystyle (x,y)} beschrieben, deren Koordinaten die Gleichung
{\displaystyle {\frac {y-y_{1}}{x-x_{1}}}={\frac {y_{2}-y_{1}}{x_{2}-x_{1}}}}
erfüllen. Hierbei muss {\displaystyle x_{1}\neq x_{2}} sein und {\displaystyle x} darf nicht gleich {\displaystyle x_{1}} gewählt werden. Wird die Geradengleichung nach {\displaystyle y} aufgelöst, erhält man die explizite Darstellung
{\displaystyle y={\frac {y_{2}-y_{1}}{x_{2}-x_{1}}}\cdot (x-x_{1})+y_{1}},
die auch für {\displaystyle x=x_{1}} verwendet werden kann. Durch Multiplikation mit {\displaystyle (x_{2}-x_{1})} erhält man eine Darstellung, die ohne Einschränkung gültig ist:
{\displaystyle (y-y_{1})\cdot (x_{2}-x_{1})=(x-x_{1})\cdot (y_{2}-y_{1})}.

### Beispiel
Sind beispielsweise die beiden gegebenen Geradenpunkte {\displaystyle (1,3)} und {\displaystyle (3,2)}, so erhält man als Geradengleichung
{\displaystyle {\frac {y-3}{x-1}}=-{\frac {1}{2}}}
oder aufgelöst nach {\displaystyle y}
{\displaystyle y=-{\frac {1}{2}}\cdot (x-1)+3}
beziehungsweise
{\displaystyle 2(y-3)=-(x-1)}.

### Herleitung
Diese Darstellung einer Geradengleichung folgt daraus, dass für die Steigung {\displaystyle m} einer Gerade
{\displaystyle m={\frac {y_{2}-y_{1}}{x_{2}-x_{1}}}}
gilt. Nach dem Strahlensatz kann nun anstelle des Punkts {\displaystyle (x_{2},y_{2})} ein beliebiger Geradenpunkt {\displaystyle (x,y)} gewählt werden, ohne dass sich das Verhältnis {\displaystyle m} verändert. Damit gilt dann auch
{\displaystyle m={\frac {y-y_{1}}{x-x_{1}}}}.
Durch Gleichsetzen dieser beiden Gleichungen folgt daraus dann die Zweipunkteform. Letztere Gleichung entspricht der  Punktsteigungsform einer Geradengleichung.

### Darstellung als Determinante
Eine Gerade, die durch zwei vorgegebene Punkte verläuft, kann mit Hilfe der Determinante einer Matrix auch über die Gleichung
{\displaystyle \det {\begin{pmatrix}x&x_{1}&x_{2}\\y&y_{1}&y_{2}\\1&1&1\end{pmatrix}}=0}
oder äquivalent dazu durch
{\displaystyle \det {\begin{pmatrix}x-x_{1}&x_{2}-x_{1}\\y-y_{1}&y_{2}-y_{1}\end{pmatrix}}=0}
definiert werden. Eine solche Darstellung wird auch als Determinantenform einer Geradengleichung bezeichnet.

## Vektordarstellung

Zweipunkteform einer Geradengleichung mit Vektoren

### Darstellung
In Vektordarstellung wird eine Gerade in der Ebene in der Zweipunkteform durch die Ortsvektoren {\displaystyle {\vec {p}}} und {\displaystyle {\vec {q}}} zweier Punkte der Gerade beschrieben. Eine Gerade besteht dann aus denjenigen Punkten in der Ebene, deren Ortsvektoren {\displaystyle {\vec {x}}} die Gleichung
{\displaystyle {\vec {x}}={\vec {p}}+t({\vec {q}}-{\vec {p}})}   für   {\displaystyle t\in \mathbb {R} }
erfüllen. Der Vektor {\displaystyle {\vec {p}}} dient dabei als Stützvektor der Gerade, während der Differenzvektor {\displaystyle {\vec {q}}-{\vec {p}}} den Richtungsvektor der Gerade bildet. Die Punkte der Gerade werden dabei in Abhängigkeit von dem Parameter {\displaystyle t} dargestellt, wobei jedem Parameterwert genau ein Punkt der Gerade entspricht. Damit handelt es sich hier um eine spezielle Parameterdarstellung der Gerade.

### Beispiel
Ausgeschrieben lautet die Zweipunkteform einer Geradengleichung 
{\displaystyle {\begin{pmatrix}x\\y\end{pmatrix}}={\begin{pmatrix}p_{x}\\p_{y}\end{pmatrix}}+t{\begin{pmatrix}q_{x}-p_{x}\\q_{y}-p_{y}\end{pmatrix}}={\begin{pmatrix}p_{x}+t(q_{x}-p_{x})\\p_{y}+t(q_{y}-p_{y})\end{pmatrix}}}
mit {\displaystyle t\in \mathbb {R} }. Sind beispielsweise die beiden Ortsvektoren {\displaystyle {\vec {p}}={\tbinom {2}{2}}} und {\displaystyle {\vec {q}}={\tbinom {4}{1}}}, so erhält man als Geradengleichung
{\displaystyle {\begin{pmatrix}x\\y\end{pmatrix}}={\begin{pmatrix}2\\2\end{pmatrix}}+t{\begin{pmatrix}4-2\\1-2\end{pmatrix}}={\begin{pmatrix}2+2t\\2-t\end{pmatrix}}}.
Jede Wahl von {\displaystyle t}, beispielsweise {\displaystyle t=2} oder {\displaystyle t=-1}, ergibt dann einen Geradenpunkt.

### Berechnung
Aus der Parameterform einer Geradengleichung mit Stützvektor {\displaystyle {\vec {p}}} und Richtungsvektor {\displaystyle {\vec {u}}} lässt sich neben dem Stützvektor ein weiterer Ortsvektor eines Punkts der Gerade einfach durch Wahl von
{\displaystyle {\vec {q}}={\vec {p}}+{\vec {u}}}
finden. Aus den weiteren Formen von Geradengleichungen, der allgemeinen Koordinatenform, der Achsenabschnittsform, der Normalenform und der hesseschen Normalform, wird zunächst die zugehörige Parameterform der Gerade ermittelt (siehe Berechnung der Parameterform) und daraus dann die Zweipunkteform.

### Homogene Koordinaten
Eine verwandte Darstellung einer Gerade mit Hilfe zweier Geradenpunkte verwendet baryzentrische Koordinaten. Eine Gerade in der Ebene wird dann durch die Gleichung 
{\displaystyle {\vec {x}}=\lambda {\vec {p}}+\mu {\vec {q}}}   für   {\displaystyle \lambda ,\mu \in \mathbb {R} }   mit   {\displaystyle \lambda +\mu =1}
beschrieben. Hierbei sind {\displaystyle (\lambda ,\mu )} die normierten baryzentrischen Koordinaten eines Geradenpunkts. Sind beide Koordinaten positiv, so liegt der Geradenpunkt zwischen den beiden vorgegebenen Punkten, ist eine Koordinate negativ, außerhalb. Bei den baryzentrischen Koordinaten handelt es sich um spezielle homogene affine Koordinaten, während in der Zweipunkteform inhomogene affine Koordinaten verwendet werden.

### Verallgemeinerung
Allgemein lassen sich durch die Zweipunkteform nicht nur Geraden in der Ebene, sondern auch in drei- und höherdimensionalen Räumen beschreiben. Im {\displaystyle n}-dimensionalen euklidischen Raum besteht eine Gerade entsprechend aus denjenigen Punkten, deren Ortsvektoren {\displaystyle {\vec {x}}} die Gleichung
{\displaystyle {\vec {x}}={\vec {p}}+t({\vec {q}}-{\vec {p}})}   für   {\displaystyle t\in \mathbb {R} }
erfüllen. Es wird dabei lediglich mit {\displaystyle n}-komponentigen statt zweikomponentigen Vektoren gerechnet. Auch die Darstellung mit baryzentrischen Koordinaten bleibt in höherdimensionalen Räumen in analoger Form erhalten.